# Vallée de l'Odet
La vallée de l'Odet est une vallée située dans les montagnes Noires (Menez Du) en Bretagne occidentale. La vallée donne naissance à la rivière Odet qui coule ensuite à Quimper et se jette par une ria imposante dans l'océan Atlantique entre Bénodet et Sainte-Marine.
La vallée regroupe tout ou partie des communes de Leuhan, Laz, Langolen, Trégourez, Coray, Saint-Goazec et Edern.